# Mikasa Sports
 (јап. 株式会社 ミカサ) компанија је спортске опреме са корпоративним седиштем у Ниши-Куу (Хирошима, Јапан).
Њихове фудбалске, кошаркашке, одбојкашке, ватерполо и рукомет лопте често се користе за званичне утакмице, игре и такмичења. Наиме, Микаса лопте за одбојку су званичне лопте за сва светска такмичења Светске одбојкашке федерације, као и бројне домаће лиге изван Северне Америке.
Микаса одбојкашке лопте су званичне лопте за Олимпијаду у Лондону 2012. године. Тренутно клубови, региони, средње школе, факултети, и турнири широм САД користе Микаса одбојкашке лопте.

## Продукти
Микаса израђује много различитих врста лопти, укључујући робу за кошарку, одбојку и одбојку на песку, фудбал, рагби унију, ватерполо, амерички фудбал и рагби фудбал (последња два, само у Сједињеним Америчким Државама).

## Спонзорства
Микаса је била званични провајдер лопти следећих лига и удружења, такође има ексклузивне уговоре са неким истакнутим спортистима:

### Одбојка

#### Интернационалне одбојкашке конфедерације
- Аустралија Одбојкашки Школски куп - Млади, Јуниори, Средњи, Сениори и отварања
- Бразил Бразилска Одбојкашка Конфедерација
- Европска унија Мушко Европско првенство у одбојци, Европско првенство у одбојци (1970, 1979, 1981, 1983)
- Уједињене нације Интернационална Одбојкашка Федерација
- Уједињене нације ФИВБ Одбојка Мушкарци Светско првенство, ФИВБ Одбојка Светски шампионат (1978,1982,1998)
- Уједињене нације Одбојкашки Светски куп (1997)
- Уједињене нације ФИВБ Одбојка Мушкарци Светски куп, ФИВБ Одбојка Светско првенство за жене (1999)
- Уједињене нације Атина Олимпијске игре (2004)
- Уједињене нације Олимпијске игре у Пекингу (2008)
- Сједињене Америчке Државе Мисти Меј-Треанор
- Сједињене Америчке Државе Реид Приди
- Филипини Универзитет Атлетски савез Филипина
- Филипини Шекејева В-лига
- Филипини Филипинска Супер Лига
- Филипини Универзитет Ризал Систем старијих и млађих тимова

#### Национални тимови
- Алжир Мушкарци / Жене
- Хрватска Мушкарци / Жене
- Црна Гора Мушкарци / Жене

### Ватерполо
- Европска унија Европска Пливачка Лига
- Уједињене нације Међународне пливачке федерације (мушкарци и жене)
- Уједињене нације Олимпијске игре у Пекингу (2008)
- Уједињене нације Олимпијске игре у Лондону (2012)
- Сједињене Америчке Државе ЦАФ Јужна Секција
- Сједињене Америчке Државе Тони Азеведо
- Сједињене Америчке Државе Национални мушки и женски тимови
- Сједињене Америчке Државе НФЛ

### Више спортова
- Уједињене нације Универзијада - одбојка и ватерполо (од 1979)
- Азијске игре - одбојка, одбојка на плажи, кошарка, фудбал, рукомет, и ватерполо (1982, 1994, 1998)

## Услови производње
Микаса производи производе у Тајланду и била је оптужена због бруталности и кршењима људских права на радном месту у појединим фабрикама. Међународна конфедерација синдиката, објавила је извештај о наводно "систематски против синдиката кампање" од Микасе. У извештају се детаљно наводе различите:
„Супервизори интензивно прате и кажњавају синдикалне вође кроз дискриминаторске трансфере и дисциплинске поступке за измишљене прекршаје. Чланови синдиката одбора били су спречени да раде прековремено, приморани да предузму неплаћено одсуство, одвојени од својих колега радника, и јавно понижени од стране директора, у једном случају уништавањем њиховог рада, а онда наређивањем да се поправи. Када су три члана синдиката одбора јавно протестовали против акција те фабрике против радника, руководство их је тужило суду због клевете.
Када је члан синдиката одбора, која је била трудна, побацила током своје дневне смене у фабрици, захтевала је од фабрике да је пошаље у локалну болницу. Управљање је одбило, а уместо тога послало ју је у медицинску собу у фабрици, где је била приморана да сачека до вечери, када је дошао пријатељ из друге фабрике и одвео је у болницу на лечење. ”
Кроз такве праксе, МКС су расправљали, Микаса је успела или у отпуштању или у присиљавању оставке целог одбора синдиката (осим председника синдиката), у суштини уништавати право својих радника да се организују.
Посебан извештај, по Тхаи порођајној кампањи тврди се да су нови Микаса фабрички радници добили само 173 бахта дневно ($ 4.36 по дану) 2006.

## Галерија
- Микаса лопта за кошарку.
- Лопта за одбојку на плажи.
- Плаво-жуто-бела лопта компаније Микаса.
- Мушка лопта за ватерполо.